# Campeonato de Primera División 2011-12 (Argentina)
El Campeonato de Primera División 2011-12 fue la octogésima segunda temporada de la era profesional del fútbol argentino. Como los anteriores, se disputó en dos fases, la primera durante el segundo semestre del año 2011, el Torneo «Néstor Kirchner» Apertura 2011-Copa René Favaloro, y la segunda, el Torneo «Crucero General Belgrano» Clausura 2012-Copa Gaucho Rivero, que se jugó en el primer semestre de 2012.
Los nuevos participantes fueron los cuatro equipos ascendidos de la Primera B Nacional 2010-11: Atlético de Rafaela y Unión, que ascendieron directamente y volvieron a la categoría tras siete y ocho años, respectivamente; y San Martín (SJ) y Belgrano, que ganaron sus correspondientes promociones y regresaron, respectivamente, tras tres y cuatro temporadas en la segunda división.
Este campeonato no contó con el Club Atlético River Plate, que jugó en la Primera B Nacional, segunda división del fútbol argentino, tras haber sufrido su primer descenso histórico, después de haber permanecido en Primera ininterrumpidamente desde 1909.
Al término de la primera etapa se establecieron los equipos clasificados a la Copa Libertadores 2012 y a la Copa Sudamericana 2012, y al final de la temporada, se definió al primer clasificado a la Copa Libertadores 2013.
Asimismo, al finalizar el campeonato, se produjeron dos descensos por el sistema de promedios a la Primera B Nacional, y se determinaron además a los dos equipos que disputaron la promoción.
Fue la última temporada en la que se jugaron las mencionadas promociones con la segunda división, instauradas en el ciclo 1999-2000, ya que fueron suprimidas. Constituyó también el último campeonato de la etapa en la que se disputaron los torneos Apertura y Clausura, iniciada en 1990.

## Ascensos y descensos
| Pos.      | Equipos ascendidos de la B Nacional 2010-11 |
| --------- | ------------------------------------------- |
| 1.º       | Atlético de Rafaela                         |
| 2.º       | Unión                                       |
| Promoción | San Martín (SJ)                             |
| Promoción | Belgrano (C)                                |

| Prom. | Equipos descendidos en la temporada 2010-11 |
| ----- | ------------------------------------------- |
| 17.º  | River Plate                                 |
| 18.º  | Gimnasia y Esgrima (LP)                     |
| 19.º  | Huracán                                     |
| 20.º  | Quilmes                                     |

## Sistema de disputa
Cada fase del campeonato fue un torneo independiente, llamados respectivamente Apertura y Clausura. Se jugaron en una sola rueda de todos contra todos, siendo la segunda las revanchas de la primera, y tuvieron su propio campeón.

## Equipos
| Equipo              | Ciudad       | Estadio                                              | Capacidad     |
| ------------------- | ------------ | ---------------------------------------------------- | ------------- |
| All Boys            | Buenos Aires | Islas Malvinas                                       | 21 500        |
| Argentinos Juniors  | Buenos Aires | Diego Armando Maradona                               | 24 800        |
| Arsenal             | Sarandí      | Julio Humberto Grondona                              | 16 000        |
| Atlético de Rafaela | Rafaela      | Nuevo Monumental                                     | 17 000        |
| Banfield            | Banfield     | Florencio Sola                                       | 34 900        |
| Belgrano            | Córdoba      | Julio César Villagra Mario Alberto Kempes            | 28 000 57 000 |
| Boca Juniors        | Buenos Aires | Alberto J. Armando                                   | 49 000        |
| Colón               | Santa Fe     | Brigadier General Estanislao López                   | 40 000        |
| Estudiantes         | La Plata     | Ciudad de La Plata Centenario Dr. José Luis Meiszner | 53 000        |
| Godoy Cruz          | Mendoza      | Malvinas Argentinas                                  | 40 268        |
| Independiente       | Avellaneda   | Libertadores de América                              | 41 637        |
| Lanús               | Lanús        | Ciudad de Lanús-Néstor Díaz Pérez                    | 46 619        |
| Newell's Old Boys   | Rosario      | Marcelo Bielsa                                       | 39 095        |
| Olimpo              | Bahía Blanca | Roberto N. Carminatti                                | 20 000        |
| Racing Club         | Avellaneda   | Presidente Perón                                     | 51 389        |
| San Lorenzo         | Buenos Aires | Pedro Bidegain                                       | 47 489        |
| San Martín          | San Juan     | Ingeniero Hilario Sánchez                            | 28 000        |
| Tigre               | Victoria     | José Dellagiovanna                                   | 26 282        |
| Unión               | Santa Fe     | 15 de Abril                                          | 22 300        |
| Vélez Sarsfield     | Buenos Aires | José Amalfitani                                      | 49 540        |

### Distribución geográfica de los equipos
| Región                                   | Cant. | Equipos                                                                   |
| ---------------------------------------- | ----- | ------------------------------------------------------------------------- |
| Conurbano bonaerense                     | 6     | Arsenal, Banfield, Independiente, Lanús, Racing Club y Tigre              |
| Ciudad de Buenos Aires                   | 5     | All Boys, Argentinos Juniors, Boca Juniors, San Lorenzo y Vélez Sarsfield |
| Provincia de Santa Fe                    | 4     | Atlético de Rafaela, Colón, Newell's Old Boys y Unión                     |
| Ciudad de La Plata                       | 1     | Estudiantes                                                               |
| Interior de la provincia de Buenos Aires | 1     | Olimpo                                                                    |
| Provincia de Córdoba                     | 1     | Belgrano                                                                  |
| Provincia de Mendoza                     | 1     | Godoy Cruz                                                                |
| Provincia de San Juan                    | 1     | San Martín                                                                |

## Torneo Apertura

### Tabla de posiciones final
| Pos. | Equipo              | Pts. | PJ | PG | PE | PP | GF | GC | Dif. |
| ---- | ------------------- | ---- | -- | -- | -- | -- | -- | -- | ---- |
| 1.º  | Boca Juniors        | 43   | 19 | 12 | 7  | 0  | 25 | 6  | 19   |
| 2.º  | Racing Club         | 31   | 19 | 7  | 10 | 2  | 16 | 8  | 8    |
| 3.º  | Vélez Sarsfield     | 31   | 19 | 9  | 4  | 6  | 22 | 17 | 5    |
| 4.º  | Belgrano            | 31   | 19 | 8  | 7  | 4  | 21 | 16 | 5    |
| 5.º  | Colón               | 31   | 19 | 8  | 7  | 4  | 19 | 15 | 4    |
| 6.º  | Lanús               | 29   | 19 | 7  | 8  | 4  | 20 | 14 | 6    |
| 7.º  | Tigre               | 27   | 19 | 7  | 6  | 6  | 22 | 19 | 3    |
| 8.º  | Independiente       | 27   | 19 | 7  | 6  | 6  | 18 | 17 | 1    |
| 9.º  | San Martín (SJ)     | 26   | 19 | 6  | 8  | 5  | 17 | 14 | 3    |
| 10.º | Atlético de Rafaela | 26   | 19 | 8  | 2  | 9  | 22 | 26 | −4   |
| 11.º | Unión               | 25   | 19 | 6  | 7  | 6  | 14 | 18 | −4   |
| 12.º | Godoy Cruz          | 24   | 19 | 6  | 6  | 7  | 28 | 24 | 4    |
| 13.º | Arsenal             | 24   | 19 | 6  | 6  | 7  | 21 | 20 | 1    |
| 14.º | Estudiantes (LP)    | 23   | 19 | 6  | 5  | 8  | 24 | 24 | 0    |
| 15.º | Argentinos Juniors  | 22   | 19 | 5  | 7  | 7  | 18 | 24 | −6   |
| 16.º | All Boys            | 21   | 19 | 4  | 9  | 6  | 15 | 23 | −8   |
| 17.º | San Lorenzo         | 19   | 19 | 5  | 4  | 10 | 13 | 19 | −6   |
| 18.º | Newell's Old Boys   | 16   | 19 | 1  | 13 | 5  | 13 | 18 | −5   |
| 19.º | Olimpo              | 16   | 19 | 2  | 10 | 7  | 15 | 25 | −10  |
| 20.º | Banfield            | 11   | 19 | 3  | 2  | 14 | 13 | 29 | −16  |

|  | Campeón. Clasificó a la segunda fase de la Copa Libertadores 2012. |

|  |

## Tabla sumatoria del año 2011
Esta tabla se utilizó como clasificatoria a la Copa Libertadores 2012 y a la Copa Sudamericana 2012.
Argentina tuvo 5 cupos en la Copa Libertadores 2012. Los 4 primeros, que clasificaron a la segunda fase, fueron para el campeón del Torneo Clausura 2011, el campeón del Torneo Apertura 2011, y los 2 equipos mejor ubicados en esta tabla. El cupo restante, que clasificó a la primera fase, fue para el equipo con mejor desempeño en la Copa Sudamericana 2011.
Asimismo, tuvo 6 cupos en la Copa Sudamericana 2012. Los 5 primeros fueron para los mejores ubicados en esta tabla, excluyendo a aquellos que hubieran clasificado a la Copa Libertadores por dicha vía. El último cupo fue para el campeón de la Copa Argentina 2011-12.
| Pos. | Equipo              | Cl 11 | Ap 11 | Pts. | PJ | PG | PE | PP | GF | GC | Dif. |
| ---- | ------------------- | ----- | ----- | ---- | -- | -- | -- | -- | -- | -- | ---- |
| 1.º  | Boca Juniors        | 28    | 43    | 71   | 38 | 19 | 14 | 5  | 49 | 28 | 21   |
| 2.º  | Vélez Sarsfield     | 39    | 31    | 70   | 38 | 21 | 7  | 10 | 58 | 34 | 24   |
| 3.º  | Lanús               | 35    | 29    | 64   | 38 | 17 | 13 | 8  | 49 | 30 | 19   |
| 4.º  | Godoy Cruz          | 34    | 24    | 58   | 38 | 16 | 10 | 12 | 61 | 52 | 9    |
| 5.º  | Independiente       | 29    | 27    | 56   | 38 | 14 | 14 | 10 | 48 | 37 | 11   |
| 6.º  | Racing Club         | 23    | 31    | 54   | 38 | 14 | 12 | 12 | 41 | 34 | 7    |
| 7.º  | Tigre               | 25    | 27    | 52   | 38 | 13 | 13 | 12 | 47 | 45 | 2    |
| 8.º  | Argentinos Juniors  | 30    | 22    | 52   | 38 | 12 | 16 | 10 | 34 | 35 | –1   |
| 9.º  | Colón               | 21    | 31    | 52   | 38 | 14 | 10 | 14 | 39 | 42 | –3   |
| 10.º | Arsenal             | 25    | 24    | 49   | 38 | 12 | 13 | 13 | 46 | 42 | 4    |
| 11.º | Estudiantes (LP)    | 24    | 23    | 47   | 38 | 12 | 11 | 15 | 42 | 43 | –1   |
| 12.º | Olimpo              | 30    | 16    | 46   | 38 | 10 | 16 | 12 | 43 | 48 | –5   |
| 13.º | All Boys            | 25    | 21    | 46   | 38 | 11 | 13 | 14 | 29 | 42 | –13  |
| 14.º | San Lorenzo         | 23    | 19    | 42   | 38 | 10 | 12 | 16 | 32 | 36 | –4   |
| 15.º | Banfield            | 27    | 11    | 38   | 38 | 10 | 8  | 20 | 37 | 53 | –16  |
| 16.º | Newell's Old Boys   | 16    | 16    | 32   | 38 | 5  | 17 | 16 | 29 | 50 | –21  |
| 17.º | Belgrano            | –     | 31    | 31   | 19 | 8  | 7  | 4  | 21 | 16 | 5    |
| 18.º | San Martín (SJ)     | –     | 26    | 26   | 19 | 6  | 8  | 5  | 17 | 14 | 3    |
| 19.º | Atlético de Rafaela | –     | 26    | 26   | 19 | 8  | 2  | 9  | 22 | 26 | –4   |
| 20.º | Unión               | –     | 25    | 25   | 19 | 6  | 7  | 6  | 14 | 18 | –4   |

|  | Campeones, y clasificados a la segunda fase de la Copa Libertadores 2012. |
|  | Clasificados a la segunda fase de la Copa Libertadores 2012.              |
|  | Clasificado a la primera fase de la Copa Libertadores 2012.               |
|  | Clasificados a la Copa Sudamericana 2012.                                 |

| 1. 2. 3. 4. |

## Torneo Clausura

### Tabla de posiciones final
| Pos. | Equipo              | Pts. | PJ | PG | PE | PP | GF | GC | Dif. |
| ---- | ------------------- | ---- | -- | -- | -- | -- | -- | -- | ---- |
| 1.º  | Arsenal             | 38   | 19 | 11 | 5  | 3  | 30 | 15 | 15   |
| 2.º  | Tigre               | 36   | 19 | 10 | 6  | 3  | 29 | 15 | 14   |
| 3.º  | Vélez Sarsfield     | 33   | 19 | 9  | 6  | 4  | 26 | 14 | 12   |
| 4.º  | Boca Juniors        | 33   | 19 | 9  | 6  | 4  | 30 | 20 | 10   |
| 5.º  | All Boys            | 33   | 19 | 9  | 6  | 4  | 21 | 13 | 8    |
| 6.º  | Newell's Old Boys   | 32   | 19 | 9  | 5  | 5  | 26 | 19 | 7    |
| 7.º  | Colón               | 29   | 19 | 7  | 8  | 4  | 24 | 18 | 6    |
| 8.º  | Argentinos Juniors  | 27   | 19 | 7  | 6  | 6  | 17 | 15 | 2    |
| 9.º  | Estudiantes (LP)    | 27   | 19 | 7  | 6  | 6  | 23 | 24 | −1   |
| 10.º | Lanús               | 26   | 19 | 7  | 5  | 7  | 19 | 18 | 1    |
| 11.º | Unión               | 25   | 19 | 5  | 10 | 4  | 21 | 20 | 1    |
| 12.º | San Lorenzo         | 25   | 19 | 6  | 7  | 6  | 22 | 23 | −1   |
| 13.º | Atlético de Rafaela | 24   | 19 | 6  | 6  | 7  | 26 | 24 | 2    |
| 14.º | Belgrano            | 24   | 19 | 6  | 6  | 7  | 17 | 20 | −3   |
| 15.º | San Martín (SJ)     | 22   | 19 | 6  | 4  | 9  | 20 | 29 | −9   |
| 16.º | Independiente       | 20   | 19 | 5  | 5  | 9  | 22 | 28 | −6   |
| 17.º | Racing Club         | 19   | 19 | 5  | 4  | 10 | 19 | 27 | −8   |
| 18.º | Godoy Cruz          | 14   | 19 | 2  | 8  | 9  | 11 | 25 | −14  |
| 19.º | Olimpo              | 13   | 19 | 3  | 4  | 12 | 20 | 34 | −14  |
| 20.º | Banfield            | 11   | 19 | 2  | 5  | 12 | 15 | 37 | −22  |

|  | Campeón. Clasificó a la segunda fase de la Copa Libertadores 2013. |

|  |

## Tabla de descenso
| Pos. | Equipo              | Promedio | 2009-10 | 2010-11 | 2011-12 | Total | PJ  |
| ---- | ------------------- | -------- | ------- | ------- | ------- | ----- | --- |
| 1.º  | Vélez Sarsfield     | 1,815    | 61      | 82      | 64      | 207   | 114 |
| 2.º  | Estudiantes (LP)    | 1,666    | 71      | 69      | 50      | 190   | 114 |
| 3.º  | Lanús               | 1,561    | 60      | 63      | 55      | 178   | 114 |
| 4.º  | Argentinos Juniors  | 1,543    | 73      | 54      | 49      | 176   | 114 |
| 5.º  | Boca Juniors        | 1,543    | 47      | 53      | 76      | 176   | 114 |
| 6.º  | Arsenal             | 1,447    | 46      | 57      | 62      | 165   | 114 |
| 7.º  | Belgrano            | 1,447    | –       | –       | 55      | 55    | 38  |
| 8.º  | Colón               | 1,421    | 55      | 47      | 60      | 162   | 114 |
| 9.º  | Newell's Old Boys   | 1,394    | 69      | 42      | 48      | 159   | 114 |
| 10.º | Independiente       | 1,386    | 68      | 43      | 47      | 158   | 114 |
| 11.º | All Boys            | 1,381    | –       | 51      | 54      | 105   | 76  |
| 12.º | Godoy Cruz          | 1,350    | 53      | 63      | 38      | 154   | 114 |
| 13.º | Atlético de Rafaela | 1,315    | –       | –       | 50      | 50    | 38  |
| 14.º | Unión               | 1,315    | –       | –       | 50      | 50    | 38  |
| 15.º | Racing Club         | 1,298    | 46      | 52      | 50      | 148   | 114 |
| 16.º | Tigre               | 1,271    | 32      | 50      | 63      | 145   | 114 |
| 17.º | San Martín (SJ)     | 1,263    | –       | –       | 48      | 48    | 38  |
| 18.º | San Lorenzo         | 1,254    | 52      | 47      | 44      | 143   | 114 |
| 19.º | Banfield            | 1,245    | 73      | 47      | 22      | 142   | 114 |
| 20.º | Olimpo              | 1,013    | –       | 48      | 29      | 77    | 76  |

|  | Jugaron una promoción con dos equipos de la Primera B Nacional. |
|  | Descendieron a la Primera B Nacional.                           |

|  |

- Fuente: Programación de Primera División Torneo Clausura 2011-2012 - Promedio

## Promociones
| Rosario Central                                                      | 0 - 0 | San Martín (SJ) | Gigante de Arroyito       | 28 de junio | 19:15 |
| San Martín (SJ)                                                      | 0 - 0 | Rosario Central | Ingeniero Hilario Sánchez | 1 de julio  | 16:20 |
| San Martin permaneció en la Primera División con un global de 0 - 0. |       |                 |                           |             |       |

| Instituto                                                          | 0 - 2 | San Lorenzo | Juan Domingo Perón | 28 de junio | 17:10 |
| San Lorenzo                                                        | 1 - 1 | Instituto   | Nuevo Gasómetro    | 1 de julio  | 14:10 |
| San Lorenzo permaneció en Primera División con un global de 3 - 1. |       |             |                    |             |       |

## Descensos y ascensos
Al finalizar la temporada se produjeron los descensos a la Primera B Nacional de los dos equipos con peor promedio, Olimpo y Banfield; ambos fueron reemplazados por River Plate y Quilmes para el Campeonato de Primera División 2012-13. Por otro lado, San Martín (SJ) y San Lorenzo mantuvieron la categoría tras ganar sus respectivas promociones ante Rosario Central e Instituto.